# Przemysław Lewandowski (wioślarz)
Przemysław Marcin Lewandowski (ur. 31 lipca 1975 w Poznaniu) – polski wioślarz. Absolwent Wirtschaftsgymnasium w Stuttgarcie oraz Wyższej Szkoły Języków Obcych w Poznaniu.

## Kariera sportowa
Czterokrotny mistrz Polski w czwórkach podwójnych (1995, 1996, 1997, 1998), uczestnik igrzysk olimpijskich w 1996 roku w czwórce podwójnej. W swojej karierze reprezentował Canstatt Stuttgart i AZS-AWFiS Gdańsk.

## Najważniejsze osiągnięcia

### Igrzyska Olimpijskie
- Igrzyska Olimpijskie – Atlanta 1996 – czwórka podwójna – 9. miejsce[1].

### Mistrzostwa Świata
- Mistrzostwa Świata – Tampere 1995 – czwórka podwójna – 10. miejsce[1][2].
- Mistrzostwa Świata – Kolonia 1998 – czwórka podwójna – 6. miejsce[1].